# Пеко Лаличић
Пеко Лаличић (Гусиње, 29. септембар 1944) српски је песник, прозаиста, сатиричар, рецензент и критичар.

## Биографија
Осмогодишњу школу је завршио у родном месту, Геодетску техничку школу у Београду, Вишу управну школу и Факултет политичких наука у Загребу и мастер студије стратешког менаџмента у Бору (МБА студије - Лондон).
Радио је као геометар, правник, први и једини директор Дома омладине Мајданпекa, први директор Културно-образовног центра Мајданпек, секретар Већа Савеза синдиката општине Мајданпек, координатор за кадрове и координатор за системске послове у Руднику бакра Мајданпек и био активни друштвени и политички радник.
Пише и у бројним књижевним и другим листовима, часописима и електронским медијима држава региона објављује поезију (љубавну, родољубиву, сатиричну и поезију за децу), афоризме и епиграме, прозу, рецензије и критичке приказе књига.
Заступљен је у бројним домаћим и страним књижевним зборницима, алманасима, антологијама и енциклопедијама.
Учесник је на многим књижевним конкурсима и манифестацијама и добитник више домаћих и међународних награда.
Афоризми, савремена и хаику поезија су му превођени на: енглески, руски, румунски, бугарски и македонски језик.
Члан је Удружења књижевника Србије и редовни члан Матице српске.
Живи у Мајданпеку, Србија.

## Дела
- АЛУНЕКАНД ДИН ВИС (Исклизавање из сна) – поезија, на румунском, Лумина, Дробета Турну - Северин, Румунија, 1993;
- МИРИС СЕНКИ СВУДА – поезија, ЈП Штампа, радио и филм, Бор,1995;
- ЗАПИС О ЛЕПОТИ – поезија, Ривел, Београд, 1995,
- РАСПЕВАНИ АЗБУЧНИК – поезија за децу, Ривел, Београд. 1999;
- ВРТОГЛАВИЦЕ УМА – афоризми, Хероес, Сокобања, 2007;
- БЕЛИ ЛАВИРИНТ – роман, Удружење писаца „Поета”, Београд, 2010;
- КРИВА ОГЛЕДАЛА – афоризми, Удружење писаца „Поета”, Београд, 2011;
- ИЗГОВАРАМ СЕБЕ – поезија, ПЦ - Лаб, Бијело Поље (Црна Гора). 2012;
- СУНЦЕ У ОТКОПУ – поезија, ИП „Терција”, Бор и Рудник бакра Мајданпек, 2012. (поводом 50. годишњице рада Рудника), Бор, 2012,
- ЗВЕЗДАМА У СУСРET - поезија за децу, ИП „Терција“ Бор и Међународно удружење књижевних и ликовних стваралаца „Стихом говорим, Бијело Поље (Црна Гора), Бор. 2014;
- ПРАЗНИ ЉУДИ - афоризми, ИП Терција Бор, Бор 2015.
- СУД СУЗА - роман, ИК Рром продукција, Београд 2016;
- БЕЛИ ЛАВИРИНТ - електронско издање романа на хрватском језику, Media Art Content Ltd, Нови Сад, Србија. 2017;
- СУД СУЗА - Друго допуњено и измењено издање романа, ИК СВЕН Ниш, Ниш 2019;
- СИТНЕ МИСЛИ - мозгалице - ИК СВЕН, Ниш 2019, и
- ЗАВОЂЕЊЕ ДЕМОКРАТИЈЕ – афоризми, епиграми и сатиричне песме, ИК СВЕН, Ниш 2021.